# Sphaerasclera
Sphaerasclera is een geslacht van neteldieren uit de klasse van de Anthozoa (bloemdieren).

## Soorten
- Sphaerasclera flammicerebra (Williams, 2003)